# Čestmír Lovětínský
Čestmír Lovětínský (6. ledna 1924 – 16. července 2006 Praha) byl český a československý politik Komunistické strany Československa, velvyslanec v Sovětském svazu a poslanec Sněmovny lidu Federálního shromáždění za normalizace.

## Biografie
Vyrůstal v dělnickém prostředí a vyučil se kameníkem. V letech 1943-45 byl totálně nasazen v Německu. Roku 1947 vstoupil do KSČ a pracoval ve stranickém aparátu v různých okresních a krajských výborech. Zlomem v jeho kariéře byl rok 1959, kdy absolvoval Vysokou školu politickou při ÚV KSČ.
V letech 1959-1968 působil na různých stranických postech jako vedoucí tajemník Okresního výboru KSČ v Doksech, České Lípě a Liberci, v letech 1969-1974 byl vedoucím tajemníkem OV KSČ v Chomutově. V roce 1974 se stal tajemníkem Krajského výboru KSČ pro Severočeský kraj. Pak přešel na celostátní úroveň. V letech 1974-1975 byl zástupcem vedoucího a v letech 1975-1978 i vedoucím politicko-organizačního oddělení Ústředního výboru Komunistické strany Československa. XV. sjezd KSČ ho zvolil za člena Ústředního výboru Komunistické strany Československa. XVI. sjezd KSČ ho ve funkci potvrdil. V období duben 1976 – březen 1978 navíc zastával post člena sekretariátu ÚV KSČ.
Ve volbách roku 1971 zasedl do Sněmovny lidu (volební obvod č. 64 – Chomutov, Severočeský kraj). Mandát obhájil ve volbách roku 1976 (obvod Chomutov-jih). Ve Federálním shromáždění setrval do konce funkčního období, tedy do voleb v roce 1981.
V letech 1978-1984 působil jako velvyslanec Československa v Sovětském svazu. Po návratu byl ještě krátce vedoucím sekretariátu ministra zahraničí, ale již v červenci 1984 byl penzionován. V roce 1962 mu byl udělen Řád práce, v roce 1973 získal Řád Vítězného února a roku 1984 Řád republiky.